# Francesco Carlini
Francesco Carlini (Milano, 7 gennaio 1783 – Crodo, 29 agosto 1862) è stato un astronomo, geodeta e meteorologo italiano.

## Biografia
Dopo la laurea all'Università degli Studi di Pavia nel 1803 in Matematica, lavorò all'osservatorio astronomico di Brera a Milano, di cui era stato allievo dal 1799 e di cui divenne direttore dal 1832. A lui succederà Giovanni Virginio Schiaparelli, che poco prima vi era stato assunto come secondo astronomo.
Di simpatie liberali, aveva in precedenza collaborato con il giornale "Il Conciliatore", fondato nel 1818 da Silvio Pellico, soppresso poi nel 1819.
Come astronomo fu noto per le sue Tavole su Sole (tavole astronomiche) e per le sue tavole di rifrazione astronomica, pubblicate nel 1807. A partire dal 1813 elaborò inoltre insieme a Giovanni Antonio Amedeo Plana una teoria che spiegava i moti della luna che fu in seguito pubblicata a Torino nel 1832 con il titolo di Théorie du mouvement de la Lune, in tre volumi (che sarà tuttavia ben presto superata, in seguito all'evoluzione della meccanica celeste, dalla nuova teoria di Charles-Eugène Delaunay).
Dal 1826 al 1840 ricoprì la carica di condirettore del periodico Biblioteca Italiana.
In campo geodetico si occupò del calcolo del "grado torinese", la misura del parallelo tra Mondovì (Cuneo) e Andrate (Torino), confermando le anomalie già osservate da Giambatista Beccaria.
Compì inoltre osservazioni meteorologiche, pubblicando un'opera Sulla legge delle variazioni orarie del barometro nel 1826. Si adoperò anche per la creazione di una rete di osservatori meteorologici negli stati italiani, auspicata nella "Prima riunione degli scienziati italiani" del 1839. In quest'ambito fu istituita a Milano nel 1843 una commissione con il compito di fabbricare e fornire gli strumenti necessari e assicurarsi che fossero omogeneamente tarati.
Nel 1837 gli venne dedicato il cratere lunare Carlini nel Mare Imbrium.
In campo matematico si occupò dell'equazione di Keplero ed elaborò una delle più antiche formule asintotiche, in relazione alle funzioni di Bessel.